# Ziemlich russische Freunde
Ziemlich russische Freunde (Arbeitstitel: Die Braut spielt Balalaika) ist ein deutsch-österreichischer Fernsehfilm aus dem Jahr 2020 von Esther Gronenborn mit Oliver Mommsen, Susanna Simon, Jevgenij Sitochin, Katerina Medvedeva, Anton von Lucke  und Barbara Prakopenka. Die Filmkomödie wurde im Ersten am 27. November 2020 erstmals ausgestrahlt.

## Handlung
Das Ehepaar Daniela und Bernd Weigel verkauft an die russischstämmige Familie Galkin ein Baugrundstück. Svetlana und ihr Mann Viktor Galkin planen darauf ein Haus für die ganze Familie zu errichten. Nach der Vertragsunterzeichnung wird bei den Galkins feuchtfröhlich gefeiert, die beiden Ehemänner freunden sich unter dem Einfluss alkoholischer Getränke an. Daniela beobachtet das Gelage zunächst mit Sorge und ruft ihren Sohn Johannes herbei, er soll Bernd nach Hause bringen. Dabei lernt Johannes Irina, die Tochter der Galkins kennen. Die Feier endet auf dem Polizeirevier, Irina und Johannes müssen ihre betrunkenen Eltern von dort abholen. Nachdem die angeheiterte Daniela Wodka ins Aquarium der Galkins gekippt hatte, müssen Irina und Johannes außerdem Ersatz für den toten Zierfisch von Zhenja besorgen, damit dieser davon nichts mitbekommt.
Bald darauf findet Viktor am neu erworbenen Grundstück eine 250 Kilogramm schwere Fliegerbombe aus dem Zweiten Weltkrieg. Während Bernd den Kampfmittelräumdienst rufen möchte, möchte Viktor die Bombe heimlich entsorgen. Angeleitet durch ein Internetvideo entschärft er diese und plant diese im Rhein zu versenken. Nach einem Achsbruch des Transporters seines Unternehmens für Badkultur wird Viktor von der Polizei kontrolliert, die dabei die Bombe entdeckt. Zwar endet die Aktion ohne Explosion, aber dafür erhält Viktor eine stolze Rechnung für den Polizeieinsatz.
Johannes, der sich in Irina verliebt hat, ist auf Sascha Kornikow, einen wohlhabenden Anwalt eifersüchtig. Um Irina zu beeindrucken, entwendet er unterstützt von einem Ablenkungsmanöver seines Großvaters Reginald aus der Vitrine eines russischen Restaurants eine 150 Jahre alte Balalaika, auf der Irina gerne spielen würde, und ersetzt das Instrument durch eines vom Flohmarkt. Irina und Johannes kommen sich in der Folge näher.
Drei Wochen nach dem Polizeieinsatz treffen sich die beiden Familien um über die Rechnungskosten von über 123.000 Euro für Straßensperrung, Evakuierung, Hubschraubereinsatz mit Wärmebildkamera und Such- und Grabungsarbeiten nach allfälligen weiteren Bomben zu diskutieren. Daniela möchte sich an die Kosten nicht beteiligen, nachdem die Rechnungen alle an die Galkins adressiert sind. Sascha Kornikow, der Anwalt der Galkins, fordert dagegen eine Kostenteilung, andernfalls würde sein Mandant Viktor gegenüber der Polizei auch die Rolle von Bernd erwähnen, der bis dahin noch nicht aktenkundig war.
Zunächst kommt es zwischen Irina und Johannes zum Streit, dann zerstreiten sich die beiden auch mit ihren Eltern. Während Johannes Opa Reginald und Irinas Oma Ljudmila versuchen, mittels Roulette im Casino das Geld aufzutreiben, zieht Irina vorübergehend bei Sascha ein. Nachdem es zur Aussöhnung von Johannes und Irina kommt, drohen sie ihren Eltern, ihre Koffer zu packen und gemeinsam wegzuziehen, falls sie sich nicht einigen. Nachdem die Drohung wirkt und sich die Ehepaare Galkin und Weigel gütlich einigen, erhalten sie von Oma Ljudmila einen Korb voll Geld, das sie im Casino gewonnen hat. Sascha bittet den Kellner Dimitri aus dem russischen Restaurant, die gestohlene Balalaika seinem Chef zurückzubringen.

## Produktion
Die Dreharbeiten fanden vom 15. Oktober bis zum 14. November 2019 statt, gedreht wurde in Wiesbaden und Wien.
Produziert wurde der Film von der deutschen Tivoli Film und der österreichischen Mona Film der Produzenten Thomas Hroch und Gerald Podgornig in Zusammenarbeit mit der ARD Degeto. Unterstützt wurde die Produktion vom Fernsehfonds Austria.
Die Kamera führte Birgit Guðjónsdóttir. Für das Kostümbild zeichnete Christine Ludwig verantwortlich, für das Szenenbild Bertram Reiter, für den Ton Roland Winkler, für die Maske Evgenia „Jenny“ Popova und für das Casting Nicole Schmid.

## Rezeption
Tilmann P. Gangloff vergab bei tittelbach.tv vier von sechs Sternen und meinte, dass der Film nicht zuletzt aufgrund der flotten Inszenierung, der munteren Musik und dem spielfreudigen und treffend besetzten Ensemble sehenswert sei. Das Drehbuch mit eingebauter Romeo-und-Julia-Geschichte schlage diverse unerwartete Haken und treibe zudem allerlei amüsante Spiele mit Klischees und Vorurteilen.
Hans Czerny bezeichnete den Film im Weser Kurier als wunderbar leichte und charmante Culture-Clash-Komödie. Die Geschichte halte dank geschickter Zeitsprünge, akkurat gesetzter Witzeleien und gänzlich unschamhaft eingesetzter Telefonate zwischen den verschiedenen Generationen das Tempo fast bis zum Ende durch.
Quote
Die Erstausstrahlung im Ersten am 27. November 2020 sahen 4,49 Millionen Zuschauer, der Marktanteil betrug 13,7 Prozent.